# 2018年亞洲運動會舉重比賽
2018年亞洲運動會舉重比賽為第十八屆亞洲運動會的其中一項競賽項目，共產生15面金牌；賽事於2018年8月20日至8月27日期間在雅加達國際展覽中心A館舉行。受禁藥問題影響，中國、哈薩克等舉重強國在2017年10月被禁賽一年而未有參加本屆賽事。

## 獎牌榜

### 國家獎牌榜
| 排名 | 国家／地区        | 金牌 | 银牌 | 铜牌 | 總數 |
| ---- | ----------------- | ---- | ---- | ---- | ---- |
| 1    | 朝鲜（PRK）       | 8    | 1    | 1    | 10   |
| 2    | 伊朗（IRI）       | 2    | 1    | 1    | 4    |
| 3    | （UZB）           | 1    | 2    | 2    | 5    |
| 4    | 印度尼西亚（INA） | 1    | 1    | 1    | 3    |
| 5    | 伊拉克（IRQ）     | 1    | 1    | 0    | 2    |
| 5    | 中华台北（TPE）   | 1    | 1    | 0    | 2    |
| 7    | 菲律宾（PHI）     | 1    | 0    | 0    | 1    |
| 8    | 韩国（KOR）       | 0    | 3    | 2    | 5    |
| 9    | 越南（VIE）       | 0    | 2    | 0    | 2    |
| 10   | 泰国（THA）       | 0    | 1    | 6    | 7    |
| 11   | （QAT）           | 0    | 1    | 0    | 1    |
| 11   | （TKM）           | 0    | 1    | 0    | 1    |
| 13   | 日本（JPN）       | 0    | 0    | 1    | 1    |
| 13   | （KGZ）           | 0    | 0    | 1    | 1    |
|      | 總計              | 15   | 15   | 15   | 45   |

### 項目獎牌榜

#### 男子項目
| 項目          | 金牌                                       | 银牌                            | 铜牌                                           |
| 56公斤級      | 嚴潤哲 · 朝鲜（PRK）                       | 石金俊 · 越南（VIE）            | Surahmat Bin Suwoto Wijoyo · 印度尼西亚（INA） |
| 62公斤級      | 埃科·尤利·伊拉萬 · 印度尼西亚（INA）       | 郑文荣 · 越南（VIE）            | 阿德哈姆忠·叶尔加舍夫 · （UZB）                |
| 69公斤級      | 吴康哲 · 朝鲜（PRK）                       | 多斯通·约库博夫 · （UZB）       | 伊扎特·阿尔特科夫 · （KGZ）                    |
| 77公斤級      | 崔前卫 · 朝鲜（PRK）                       | Kim Woo-jae · 韩国（KOR）       | 乍杜蓬·真那翁 · 泰国（THA）                    |
| 85公斤級      | 萨法·拉希德 · 伊拉克（IRQ）                | 张渊鹤 · 韩国（KOR）            | 全明星 · 朝鲜（PRK）                           |
| 94公斤級      | 索赫拉卜·莫拉迪 · 伊朗（IRI）              | 法瑞斯·埃爾巴克 · （QAT）       | 沙拉·三巴迪 · 泰国（THA）                      |
| 105公斤級     | 鲁斯兰·努鲁丁诺夫 · （UZB）                | Salwan Jassim · 伊拉克（IRQ）   | 阿里·哈希米 · 伊朗（IRI）                      |
| 105公斤以上級 | 贝赫达德·萨利米-库尔达西亚比 · 伊朗（IRI） | Saeid Alihosseini · 伊朗（IRI） | 鲁斯塔姆·贾扬加巴耶夫 · （UZB）                |

#### 女子項目
| 項目         | 金牌                          | 银牌                                           | 铜牌                          |
| 48公斤級     | 李圣琴 · 朝鲜（PRK）          | 斯丽·瓦希尤尼·阿古斯蒂亚尼 · 印度尼西亚（INA） | 探亚通·素乍龙 · 泰国（THA）   |
| 53公斤級     | 海迪琳·迪亚兹 · 菲律宾（PHI） | 克里斯季娜·舍尔梅托娃 · （TKM）                | 素罗差那·坎保 · 泰国（THA）   |
| 58公斤級     | 郭婞淳 · 中华台北（TPE）      | 素甘亚·斯里素拉 · 泰国（THA）                  | 安藤美希子 · 日本（JPN）      |
| 63公斤級     | 金孝心 · 朝鲜（PRK）          | 崔孝心 · 朝鲜（PRK）                           | 拉塔纳旺·瓦玛伦 · 泰国（THA） |
| 69公斤級     | 林恩心 · 朝鲜（PRK）          | 洪萬庭 · 中华台北（TPE）                       | 文耈罗 · 韩国（KOR）          |
| 75公斤級     | 林貞心 · 朝鲜（PRK）          | Omadoy Otakuziyeva · （UZB）                   | Mun Min-hee · 韩国（KOR）     |
| 75公斤以上級 | 金国香 · 朝鲜（PRK）          | 孫英熙 · 韩国（KOR）                           | 当阿颂·猜滴 · 泰国（THA）     |

## 外部連結
- Weightlifting at the 2018 Asian Games